# Havets husmænd
Havets husmænd er en dansk dokumentarfilm fra 1954, der er instrueret af Ingolf Boisen efter manuskript af Henning Carlsen.

## Handling
Filmen slår til lyd for bedre kår for den danske småskibsflåde, der er af livsvigtig betydning for forbindelsen til og mellem Danmarks øer. På grund af konkurrencen fra andre transportmidler har småskibsfolkene meget svært ved at holde deres flåde i tidssvarende stand, selvom enkelte af skibene er helt moderne udstyret. Filmen følger skipper Madsen og hans skude i den daglige færd, og skipperen fortæller om vanskelighederne, som man forsøger at overvinde, og om den betydning småskibsflåden har for det danske samfund.